# Миронково
Миронково — деревня в Шекснинском районе Вологодской области.
Входит в состав сельского поселения Любомировского, с точки зрения административно-территориального деления — в Любомировский сельсовет.
Расстояние по автодороге до районного центра Шексны — 35 км, до центра муниципального образования Любомирово — 2 км. Ближайшие населённые пункты — Гузново, Строкино, Еремеево, Павликово.
По переписи 2002 года население — 1 человек.